# الکساندرا کاستنیوک
الکساندرا کاستنیوک (به انگلیسی: Alexandra Kosteniuk) متولد ۲۳ آوریل ۱۹۸۴ در پرم استاد بزرگ شطرنج روسیه و قهرمان سابق شطرنج زنان در جهان است.